# Orla O'Rourke
Orla O'Rourke est une actrice irlandaise.

## Biographie
Née en Zambie de parents irlandais, elle vient dans ce pays à l'âge de 5 ans. À 13, elle entre dans une école dramatique.
Pendant ses études, elle joue un rôle régulier dans la série télévisée The Clinic.

## Filmographie
Cinéma
- 2006 : The Front Line
- 2009 : Harry Brown
- 2014 : Calvary
- 2014 : Down Dog
- 2020 : Sacrées Sorcières (The Witches) de Robert Zemeckis

Télévision
- 2005 : Coup de foudre royal
- 2005 : Malice Aforethought
- 2011 : Un bungalow pour six

Séries télévisées
- 2004-2006: The Clinic
- 2005 : Fair City
- 2008 : Casualty
- 2011 : Jackson Brodie, détective privé
- 2011 : Strike Back: Project Dawn
- 2020 : Doctor Who